# Hồ chứa nước Kakhovka
Hồ chứa nước Kakhovka (tiếng Ukraina: Каховське водосховище, chuyển tự Latinh: Kakhovs’ke vodoskhovyshche) là một hồ chứa nước nằm trên sông Dnepr. Hồ có diện tích 2.155 km², nằm trên địa phận các tỉnh Kherson, Zaporizhia và Dnipropetrovsk của Ukraina. Hồ được xây năm 1956 cùng với Nhà máy thủy điện Kakhovka.

## Miêu tả
Hồ dài 240 km, rộng tối đa 23 km, sâu bình quân 8,4 m (độ sâu biến thiên từ 3 đến 26 m). Tổng thể tích nước trong hồ là 18,2 km³. Hồ này chủ yếu được dùng để phục vụ phát điện, cung cấp nước cho các hệ thống tưới tiêu Oleksandrivka và Kakhivka, cung cấp nước cho các nhà máy, nông trại nuôi cá nước ngọt, cho kênh đào Bắc Krym và kênh đào Dnepr–Kryvyi Rih. Kênh đủ sâu để tàu thuyền tải trọng lớn có thể đi vào dòng Dnepr.